# Tibouchina rigidula
Tibouchina rigidula là một loài thực vật có hoa trong họ Mua. Loài này được (Naudin) Wurdack miêu tả khoa học đầu tiên năm 1971.